# 얼라이언트 인터내셔널 대학교
얼라이언트 인터내셔널 대학교(Alliant International University, 얼라이언트 국제 대학교)는 미국 샌디에고에 메인 캠퍼스를, 캘리포니아주에 다른 캠퍼스들을 두고 있는 비영리 사립 대학교이다. 6개의 캘리포이나 캠퍼스들에서 프로그램을 제공한다: 샌프란시스코, 샌디에고, 로스앤젤레스, 어바인 (캘리포니아주), 새크라멘토, 프레즈노. 등록 학생 수는 약 4,000명이며, 그 중 95%가 석박사 학생들이다.